# 朝鲜兵役制度
朝鲜实行征兵制，不过征兵制在该国法律地位不明确。北韩男性普遍服兵役，女性则进行选择性征兵。征兵年龄为17岁，服役期持续至30岁。政治精英的子女和出身成分差的人可免服兵役。征兵是根据朝鲜劳动党中央军事委员会制定的年度目标进行的，并由当地学校实施。征兵制最早始于朝鲜战争之前。朝鲜军事化程度很高，每三个朝鲜人中就有一个属于某军事组织。